# Djedefre
Djedefre (còn được gọi là Djedefra và Radjedef) là một vị vua Ai Cập cổ đại (pharaon) của vương triều thứ 4 thời kỳ Cổ vương quốc. Ông còn được biết đến với tên gọi theo tiếng Hy Lạp là Ratoises (bởi Manetho). Djedefre là con trai và là người đã trực tiếp kế vị vua Khufu, vị vua đã cho xây dựng Đại Kim tự tháp ở Giza; Thân mẫu của ông hiện vẫn chưa được xác định một cách chắc chắn. Ông là vị vua đầu tiên sử dụng tước hiệu hoàng gia Sa-Rê (có nghĩa là "Con trai của thần Ra") và còn là vị vua đầu tiên kết nối tên đồ hình của mình với thần mặt trời Ra.

## Gia đình
Ông đã cưới người em gái cùng cha khác mẹ của mình là Hetepheres II. Ngoài ra, ông cũng có một người vợ khác tên là Khentetenka, bà đã sinh cho ông ít nhất ba người con trai có tên là Setka, Baka và Hernet, và một người con gái tên là Neferhetepes. Những người con này được xác thực nhờ vào những mảnh vỡ của các bức tượng được tìm thấy trong ngôi đền tang lễ đổ nát nằm sát ngay bên cạnh với kim tự tháp của ông. Nhiều mảnh vỡ của bức tượng Khentetenka đã được tìm thấy trong ngôi đền tang lễ của vị vua này tại Abu Rawash.

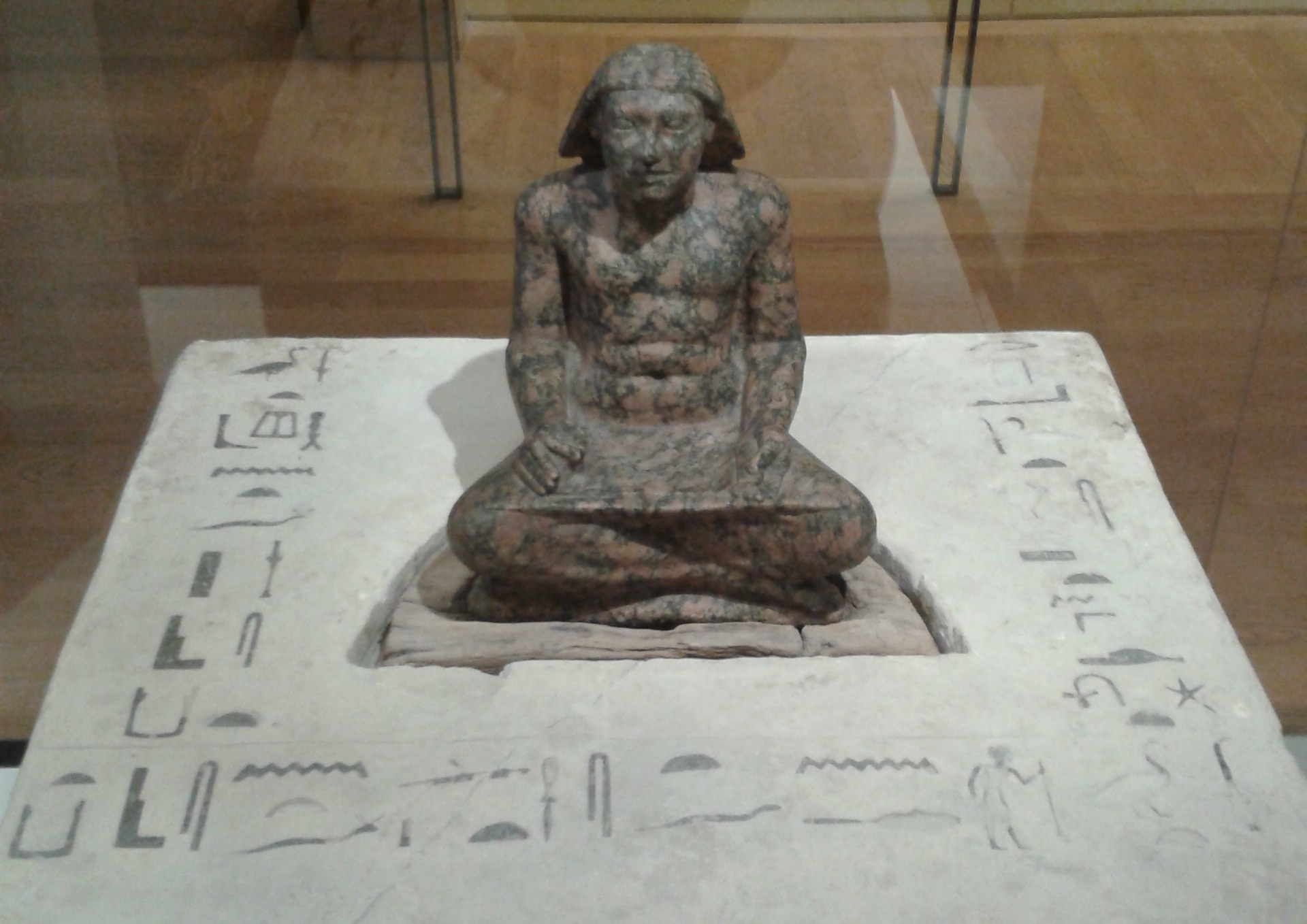
Bức tượng của Setka chạm khắc tên và tước hiệu của ông ta, Musée du Louvre.

Djedefre còn cưới Hetepheres II, bà là người vợ góa của anh trai ông,Kawab, và còn là em gái của cả hai người, có lẽ bà cũng đã cưới một người em khác của họ, Khafre, sau khi Djedefre qua đời.. Ngoài ra còn có một vị nữ hoàng khác là Khentetenka, bà được biết đến nhờ vào những mảnh tượng vỡ trong ngôi đền tang lễ Abu Rowash. Những người con của Djedefre là:
- Hornit ("Người con trai cả của đức vua từ thân thể của ngài") được biết đến từ một bức tượng mô tả ông ta cùng người vợ[7].
- Baka ("Người con trai cả của đức vua") được biết đến từ một bức tượng được tìm thấy trong ngôi đền tang lễ của Djedefre, nó miểu tả ông ta cùng người vợ tên là Hetepheres[8].
- Setka ("Người con trai cả của đức vua từ thân thể của ngài, Người đầy tớ duy nhất của đức vua") được biết đến từ một bức tượng ký lục được tìm thấy trong phức hợp kim tự tháp của cha ông ta[9]. Có thể ông ta đã cai trị một thời gian ngắn sau khi vua cha qua đời; Một kim tự tháp dang dở tại Zawiyet el-Arian đã được bắt đầu xây dựng dành cho một vị vua có tên kết thúc bằng ký tự ka; Nó có thể là Setka hoặc Baka.[5]
- Neferhetepes ("Người con gái của đức vua từ thân thể của ngài, Người vợ thần linh") được biết đến từ một bức tượng ở Abu Rowash. Cho đến gần đây, bà vẫn được tin rằng là thân mẫu của một pharaoh thuộc vương triều kế tiếp, Userkaf hoặc Sahure.[9]

Đội khai quật người Pháp do Michel Vallogia dẫn đầu đã tìm thấy tên hai người khác có thể là con của Djedefre trong khu phức hợp kim tự tháp:
- Nikaudjedefre ("Người con trai của đức vua từ thân thể của ngài") được chôn cất trong Ngôi mộ F15 ở Abu Rowash; Có thể ông ta không phải là một người con của Djedefre và sống vào thời kỳ sau này, tước hiệu của ông ta chỉ mang ý nghĩa danh dự.[9]
- Hetepheres ("Người con gái của đức vua từ thân thể của ngài") đã được đề cập tới trên một mảnh tượng vỡ.[7]

## Triều đại

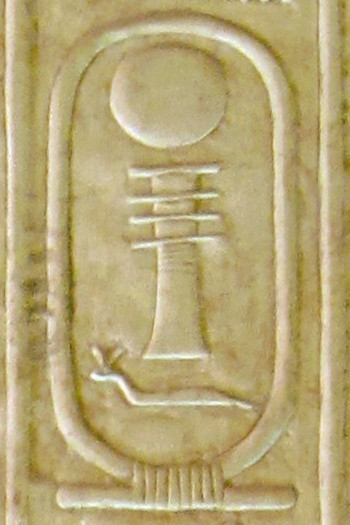
Đồ hình của Djedefre trong bản danh sách vua Abydos- tên của ông được viết là Ra-Djed-Ef

Bản danh sách vua Turin ghi lại rằng ông đã cai trị trong 8 năm, nhưng trong thực tế năm cai trị lâu nhất của ông được biết dường như là năm kiểm kê gia súc lần thứ 11 dưới triều đại của ông. Năm diễn ra lần kiểm kê gia súc thứ 11 mà có thể được xác định là thuộc về Djedefre này được tìm thấy ở mặt dưới của một trong những khối đá vôi khổng lồ bao phủ các hố chôn thuyền ở phía Nam kim tự tháp của Khufu. " Miroslav Verner lưu ý rằng trong các dấu hiệu và các dòng chữ khắc của những người thợ xây dựng, "tên của Djedefra hoặc tên Horus vàng của ông đã xuất hiện một cách riêng biệt. Hiện nay, quan điểm cho rằng niên đại này thuộc về Djedefre là một chủ đề đang được tranh luận giữa các nhà Ai Cập học: Rainer Stadelman, Vassil Dobrev, Peter Janosi ủng hộ quan điểm cho rằng niên đại này thuộc về Djedefre trong khi Wolfgang Helck, Anthony Spalinger, Jean Vercoutter và WS Smith cho rằng niên đại này thuộc về Khufu. Trong khi đó, Verner lại đưa ra giả thuyết cho rằng "khối đá trần có khắc niên đại này đã được đưa đến địa điểm xây dựng hố thuyền dưới triều đại của Khufu và chỉ được đặt vào vị trí sau khi con thuyền tang lễ được chôn dưới triều đại của Djedefre. "
Trong một bài viết vào năm 1981, học giả người Đức Dieter Arnold đã lý giải rằng những dấu hiệu và chữ khắc trên các khối đá tại hố chôn con thuyền của Khufu dường như tạo thành một thể thống nhất có liên quan đến các giai đoạn khác nhau của cùng một công trình xây dựng được những người thợ của Djedefre thực hiện. Verner nhấn mạnh rằng những dấu hiệu và chữ khắc như vậy thường liên quan đến việc khai thác các khối đá tại mỏ, vận chuyển, sắp đặt chúng trong công trình: "Trong bối cảnh này, dòng chữ khắc duy nhất -ngoài ra không còn gì khác, chỉ có duy nhất nó cùng với một niên đại - trên tất cả các khối đá tại hố thuyền được quy cho ai khác hơn là Djedefra dường như là không đáng tin cậy lắm. "
Verner cũng lưu ý rằng đội khai quật của Pháp và Thụy Sĩ đã tiến hành khai quật kim tự tháp của Djedefre và khám phá ra rằng kim tự tháp của vị vua này đã thực sự được xây dựng một cách hoàn thiện dưới triều đại của ông. Chiều dài các cạnh của kim tự tháp này là 200 cubits và chiều cao của nó là 125 cubits. Do đó, khối lượng ban đầu công trình của Djedefre xấp xỉ bằng với kim tự tháp của Menkaura. Vì thế, giả thuyết cho rằng Djedefre đã có một triều đại ngắn ngủi bởi vì kim tự tháp của ông còn chưa được xây dựng xong phần nào đó đã bị nghi ngờ. Điều này có nghĩa là Djedefre có thể đã cai trị Ai Cập ít nhất trong 11 năm nếu như việc kiểm kê gia súc diễn ra hàng năm, hoặc là 22 năm nếu như nó diễn ra hai năm một lần; Bản thân Verner cũng ủng hộ con số 11 năm và lưu ý rằng "Djedefra đã để lại tương đối ít các công trình cùng với những ghi chép và dường như điều này không giúp ủng hộ quan điểm về một triều đại lâu dài" dành cho vị vua này.

## Phức hợp Kim tự tháp

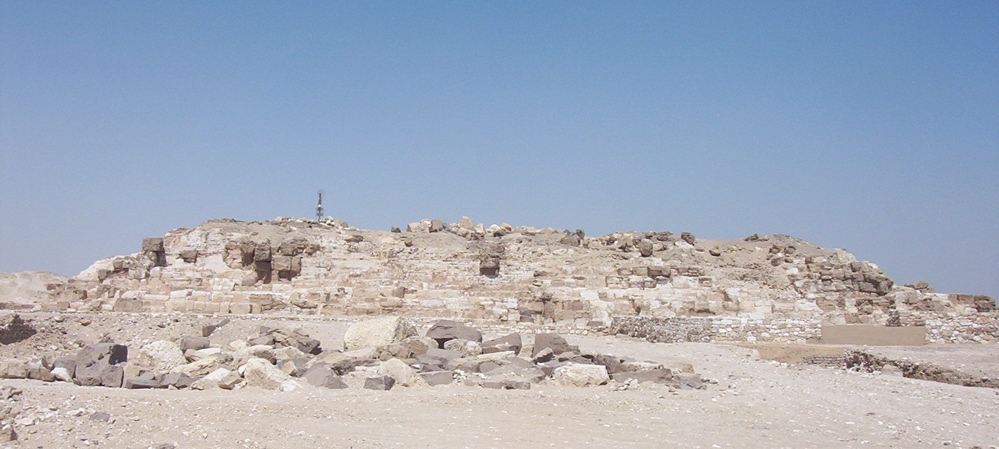
Tàn tích của kim tự tháp Djedefre ở Abu Rawash

Djedefre đã tiếp tục tiến trình di chuyển vị trí xây dựng các kim tự tháp về hướng Bắc bằng cách xây dựng kim tự tháp của ông (ngày nay chỉ còn là đống đổ nát) tại Abu Rawash, cách Giza khoảng 8 km về phía bắc. Đây là nơi xa nhất về phía bắc của khu nghĩa địa Memphis. Một số người tin rằng bức tượng nhân sư của vợ ông, Hetepheres II, là bức tượng nhân sư đầu tiên được tạo ra. Nó là một phần trong khu phức hợp kim tự tháp của Djedefre tại Abu Rawash.
Trước kia các nhà Ai Cập học cho rằng kim tự tháp ông tại Abu Rawash vẫn chưa được hoàn thành vào thời điểm ông qua đời, các cuộc khai quật gần đây diễn ra từ năm 1995-2005 đã xác thực một cách chắc chắn rằng nó đã thực sự được hoàn thành. Những bằng chứng gần đây nhất cho thấy rằng phức hợp kim tự tháp của ông bị cướp phá tan hoang suốt những thế kỷ sau đó trong khi "bức tượng của nhà vua đã bị đập vỡ vào cuối thế kỷ thứ 2 SCN".